# Paxamos
Paxamos (en alphabet grec Πάξαμος) est un  polygraphe et historien grec de Naucratis

## Notie historique
Columelle cite Paxamos dans un passage consacré à la préparation des provisions et des conserves, qui explique que les auteurs romains, carthaginois, comme Magon et grecs tels que Mnaséas et Paxamos, qu'il dit être des « écrivains grecs non sans réputation ». Ils paraissent avoir suivi les précautions, ne dédaignant pas d'apporter une contribution à la nourriture des hommes : « ils ont eu soin de former par leurs préceptes d'habiles boulangers, des cuisiniers, et même des économes ». Athénée relève que Paxamos parle des « ἰσίκια », qui sont des sortes de viandes hachées au nom d'origine latine (isicium ou insicium).
Son traité sur la cuisine paraît avoir été très connu dans l'Antiquité : Julius Pollux, Grec d'Égypte comme Athénée, le mentionne  ; saint Jérôme, dans le Contre Jovinienm accuse le moine Jovinien de se consacrer « aux sauces d'Apicius et de Paxamos », et il associe également ces deux noms dans une de ses lettres. Vingt-trois citations de son traité sur l'agriculture sont conservées dans les Geoponica. 
Il fait l'objet d'un article de la Souda, qui donne simplement une liste de titres :
- Ὀψαρτυτικὰ κατὰ στοιχεῖον, c'est-à-dire L'art de la cuisine par ordre alphabétique ;
- Βοιωτικὰ ἐν βιβλίοις β', c'est-à-dire Sur la Béotie, en deux livres ;
- Δωδεκατέχνον, c'est-à-dire L'art en douze points (selon la Souda, il s'agit des « postures indécentes ») ;
- Βαφικὰ βιβλία β', c'est-à-dire L'art de la teinture, en deux livres ;
- Γεωργικὰ βιβλία β', c'est-à-dire L'agriculture, en deux livres.